# 普基奧魯米山
12°02′45″S 75°55′28″W / 12.04583°S 75.92444°W
普基奧魯米山（Pukyu Rumi），是秘魯的山峰，位於該國中南部利馬大區，由萬卡亞區和坦塔區負責管轄，屬於秘魯中部山脈的一部分，海拔高度4,800米。